# Thomas Norton
Cet article traite du Thomas Norton écrivain et homme politique du XVIe. Pour l'alchimiste du XVe voir Thomas Norton (alchimiste)
Pour les articles homonymes, voir Norton.
Thomas Norton est un auteur dramatique anglais né à Londres en 1532 et mort à Sharpenhoe, Bedfordshire, le 10 mars 1584.
Il est l'auteur, en collaboration avec Thomas Sackville, de la première tragédie profane du théâtre anglais, Gorboduc ou Ferrex et Porrex. Écrite en 1560, cette œuvre est composée dans l'esprit de Sénèque. Il fut aussi un législateur et un homme politique sous le règne d'Élisabeth Ire d'Angleterre.